# کانادا ایر
شرکت کاناداایر با مسئولیت محدود (انگلیسی: Canadair Ltd) یک سازنده هواپیماهای غیرنظامی و نظامی کانادایی بود که از سال ۱۹۴۴ تا ۱۹۸۶ فعالیت می‌کرد. در سال ۱۹۸۶، داراییهای آن توسط بمباردیه ایروسپیس، بخش هوانوردی شرکت حمل و نقل کانادایی بمباردیه خریداری شد.